# Рогов, Алексей Гаврилович
Алексе́й Гаври́лович Ро́гов (псевдоним Трофи́м Ря́бов; 15 марта 1886, Дурасово, Пензенская губерния — 1950, Москва) — большевик, один из руководителей Красноярской республики (1905), делегат Всероссийского учредительного собрания и член ВЦИК, нарком путей сообщения РСФСР (1918).

## Биография

### Ранние годы. Слесарь-большевик
Алексей Рогов родился 15 марта 1886 года в селе Дурасово Пензенского уезда одноимённой губернии (или на Южно-Алтайском прииске в Томской губернии) в семье «пролетария» (горнорабочего). В конце 1890-х годов семья Роговых переехала в Красноярск. Алексей окончил церковно-приходскую школу, после чего, вместе со своим отцом, поступил на работу в Главные железнодорожные мастерские Красноярска.
В ноябре 1902 года Рогов был активным участником «билетной стачки», а в августе следующего года — возглавил трёхдневную стачку рабочих-учеников (вместе с казненным позже Петром Росляковым и В. Строгановым). В 1903—1904 годах Рогов вступил в РСДРП, где примкнул к большевикам.
В январе 1904 года Алексей Рогов был уволен из железнодорожных мастерских «за неблагонадёжность». В поисках работы он уехал в Санкт-Петербург, но вернулся в Красноярск уже в 1905 году и устроился слесарем в депо местной железнодорожной станции. После этого он был избран членом Красноярского партийного подпольного комитета РСДРП.

### 1905. Красноярская республика. Аресты и побеги

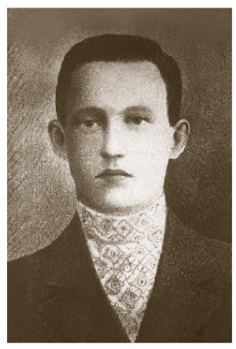
А. Г. Рогов в молодости

В 1905 году, во время декабрьского вооружённого восстания рабочих Красноярских железнодорожных мастерских и депо, девятнадцатилетний Рогов стал одним из руководителей выступления. Он оказался в руководстве Красноярской республики, работал вместе с её «президентом» — прапорщиком Андреем Кузьминым.
После подавления красноярского восстания Рогов был заключён в тюрьму, но 14 мая 1906 года бежал (вместе с А. А. Мельниковым, И. Н. Воронцовым и некоторыми другими «видными фигурами республики») и вскоре появился в Баку под именем Трофима Рябова. В 1906—1907 годах он работал в местном «Совете безработных» и в «Союзе нефтепромышленных рабочих». По заданию Бакинского комитета РСДРП он участвовал в убийстве управляющего завода «Восточного общества»; был арестован осенью 1909 года, но бежал из Бакинской тюрьмы.
После повторного побега Рогов вновь оказался на Дальнем Востоке, где стал членом Харбинского комитета РСДРП. В 1909 году Рогов нелегально приехал в Красноярск для ведения революционной работы. Здесь он работал машинистом на кирпичном заводе Беккера и активно участвовал в деятельности Красноярской партийной организации.
В июне 1911 года Алексей Рогов организовал забастовку рабочих кирпичного завода и строителей военного городка: эта стачка «завершилась победой». Но её организатора арестовали, опознали и 18 февраля 1912 года приговорили к восьми годам каторги (по 102 статье Уголовного уложения), которую он отбывал в известном своей жестокостью Александровском централе под Иркутском.

### 1917. Учредительное собрание и ВЦИК

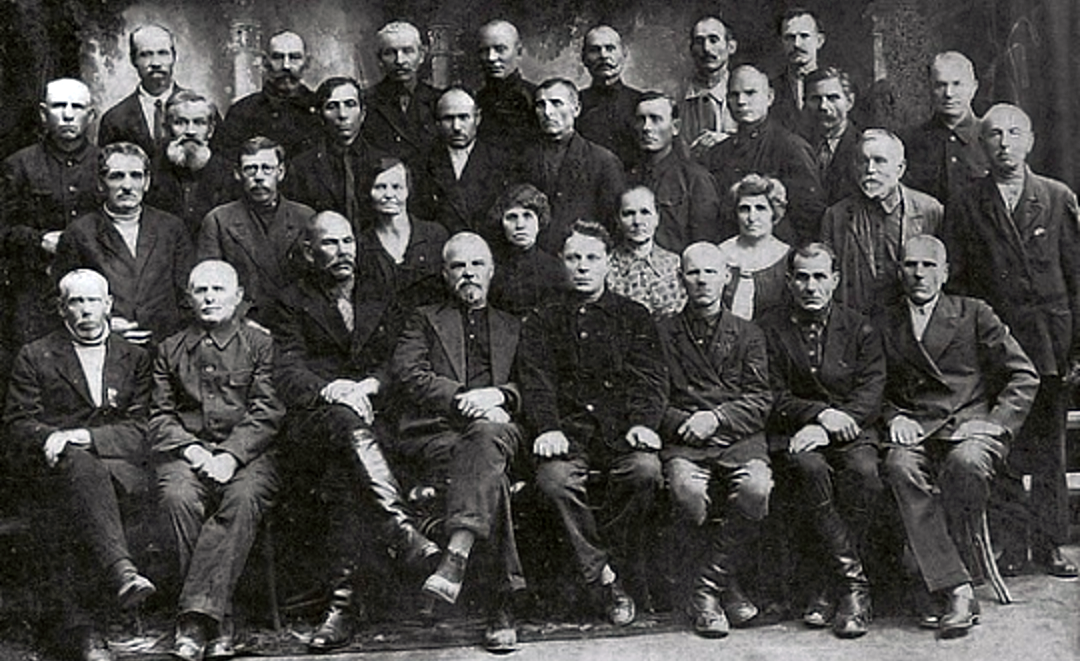
Участники Декабрьского вооруженного восстания в Красноярске (1905)

В 1917 году, после Февральской революции, Алексей Гаврилович, амнистированный 6 марта, снова приехал в Красноярск: 19 марта он и бывший «президент» А. И. Кузьмин прибыли утренним поездом. Почти сразу Рогов был избран одним из руководителей Красноярской большевистской организации и членом Средне-Сибирского районного бюро ЦК РСДРП (Среднесибирского областного бюро РСДРП(б)). Кроме того, он стал членом красноярского Штаба Красной гвардии.
В период Октябрьской революции Рогов был в Томске и «метался с митинга на митинг, призывая рабочих к захвату власти в городе».
В конце 1917 года Рогов избрался делегатом во Всероссийское Учредительное собрание от Енисейского округа по списку № 2 (большевики). Приехав в столицу, он стал участником заседания-разгона Собрания 5 января 1918 года. Кроме того, Алексей Гаврилович стал членом ВЦИК четвёртого созыва.

### Нарком и профсоюзный лидер
В феврале 1918 года Рогов стал Народным комиссаром путей сообщения РСФСР. 6—8 марта он принимал участие в работе VII-го (экстренного) съезда РКП(б). В тот же период Алексей Рогов был делегатом Чрезвычайного железнодорожного съезда и членом Всероссийского исполнительного комитета железнодорожников (Викжедор, глава — Д. И. Жук). Он также вошёл в коллегию Викжедора из семи человек, созданную для управления ведомством путей сообщения.
Подпись наркома Рогова стоит на декрете Совета Народных Комиссаров № 395 (СНК) «О централизации управления, охране дорог и повышении их провозоспособности» от 26 марта 1918 года, в рамках которого «вся сложная сеть организаций, ведающих транспортом», была упрощена, а «излишние организации» были упразднены. Кроме того, в декрете предполагалась «замена одного вида [паровозного] топлива другим, в виду возможности полного прекращения подвоза угля из Донецкого бассейна». Это постановление далось Рогову не просто: декрет не устраивал Викжедор и был уже ранее (18 марта) отклонён; приглашенные на заседание СНК представители железнодорожного пролетариата выступили с резкой критикой декрета, усматривая в нем «умаление роли Викжедора».
В годы Гражданской войны Алексей Рогов находился на Южном и на Восточном фронтах. После установления советской власти на большей части территории РСФСР Рогов являлся одним из руководителей ЦК профсоюзов железнодорожников. Затем он работал в Наркомате внешней торговли и в Высшем совете народного хозяйства (ВСНХ). Входил в Общество политкаторжан и ссыльнопоселенцев (билет № 1384).
В 1936 году Алексей Гаврилович Рогов вышел на пенсию. Умер в Москве в 1950 году и был похоронен на Новодевичьем кладбище.
Именем А. Г. Рогова названа улица в центральном районе Красноярска (бывшая 14-я Продольная).

## Произведения
- Рогов А. Воспоминания // ПР № 1. — 1925. — С. 117—131.[16][17]
- Рогов А. Г. Из воспоминаний о красноярском рабочем движении в 1902—1904 гг. // 1905 год в Сибири / под общ. ред. В. Д. Вегмана. — Ново-Николаевск: Сибкрайиздат, 1935. — 192 с.